# Ukrajna elnökeinek listája
| # | Kép                                                 | Név                                               | Terminus          | Terminus          | Párt                  | Jegyzetek                                                              |
| # | Kép                                                 | Név                                               | Kezdete           | Vége              | Párt                  | Jegyzetek                                                              |
| - | --------------------------------------------------- | ------------------------------------------------- | ----------------- | ----------------- | --------------------- | ---------------------------------------------------------------------- |
| 1 |                                                     | Leonyid Kravcsuk Леонід Кравчук (1934–2022)       | 1991. december 5. | 1994. július 19.  | Független             | Lemondott hivataláról.                                                 |
| 1 | 1991 – 61.59%, 19,643,481                           | Leonyid Kravcsuk Леонід Кравчук (1934–2022)       |                   |                   | Független             | Lemondott hivataláról.                                                 |
| 2 |                                                     | Leonyid Kucsma Леонід Кучма (1938–)               | 1994. július 19.  | 2005. január 23.  | Független             |                                                                        |
| 2 | 1994 – 52.15%, 14,016,850 1999 – 56.25%, 15,870,722 | Leonyid Kucsma Леонід Кучма (1938–)               |                   |                   | Független             |                                                                        |
| 3 |                                                     | Viktor Juscsenko Віктор Ющенко (1954–)            | 2005. január 23.  | 2010. február 25. | Mi Ukrajnánk          |                                                                        |
| 3 | 2004 – 51.99%, 15,115,712                           | Viktor Juscsenko Віктор Ющенко (1954–)            |                   |                   | Mi Ukrajnánk          |                                                                        |
| 4 |                                                     | Viktor Janukovics Віктор Янукович (1950–)         | 2010. február 25. | 2014. február 22. | Régiók Pártja         | A 2014-es ukrajnai forradalom távolította el a hatalomból.             |
| 4 | 2010 – 48.95%, 12,481,266                           | Viktor Janukovics Віктор Янукович (1950–)         |                   |                   | Régiók Pártja         | A 2014-es ukrajnai forradalom távolította el a hatalomból.             |
| – |                                                     | Olekszandr Turcsinov Олександр Турчинов (1964–)   | 2014. február 23. | 2014. június 7.   | Haza                  | Az Ukrán Legfelsőbb Tanács elnökeként ügyvivő államfő. Державна зрада. |
| – | (288–igen, 0–nem, 5–tartózkodott)                   | Olekszandr Turcsinov Олександр Турчинов (1964–)   |                   |                   | Haza                  | Az Ukrán Legfelsőbb Tanács elnökeként ügyvivő államfő. Державна зрада. |
| 5 |                                                     | Petro Porosenko Петро Порошенко (1965–)           | 2014. június 7.   | 2019. május 20.   | Petro Porosenko Blokk |                                                                        |
| 5 | 2014 – 54.70%, 9,857,308                            | Petro Porosenko Петро Порошенко (1965–)           |                   |                   | Petro Porosenko Blokk |                                                                        |
| 6 |                                                     | Volodimir Zelenszkij Володимир Зеленський (1978–) | 2019. május 20.   | hivatalban        | A Nép Szolgája        |                                                                        |
| 6 | 2019 – 73.22%, 13,541,528                           | Volodimir Zelenszkij Володимир Зеленський (1978–) |                   |                   | A Nép Szolgája        |                                                                        |